# Hvidstedgård
Hvidstedgård er et gods beliggende i Tårs Sogn.

## Ejere
- Johanne Jensdatter
- Thomes Jensen Galskyt
- 1543 ca. Vil Thomesen Galskyt
- Thomes Galskyt
- 1600 Iver Jensen Dyre
- 1647 Henrik Below
- 1674 Matthias Foss
- 1686 Niels Foss og Hans Foss
- 1693 Hans Tøgersen Lassen
- Jens Jensen Wissing
- 1696 Jesper Jespersen
- 1732 Chr. Fischer
- 1734 justitsråd Poulsen
- 1742 Peder Mortensen Munk
- 1758 Anne Marie Riber
- 1761 Ditlev Fischer
- 1778 Hans Hansen Boje
- 1780 Helene Charlotte Schandorff
- 1782 Erik Jessen Trap
- 1804 Poul Marcussen
- 1811 Peter Severin Møller og Hans Chr. Møller
- 1816 Peter Severin Møller (eneejer)
- 1826 Fr. Thestrup
- 1839 Nicolaj Chr. Ammitzbøll
- 1874 Gomme Jacob Brandt Ammitzbøll
- 1885 Marie Sophie Frederikke Ammitzbøll
- 1909 Laurids Hvidegaard
- 1910 J. Chr. Christensen
- 1924 R. E. A. N. Reymann
- 1930 fru E. Christensen
- 1937 M. C. Holmgaard
- Aase Falk [1]